# 1632
| [ Edytuj tabelę ]              | |
| Król Polski                    | - 1587 Zygmunt III Waza 1632 - 1632 Władysław IV Waza 1648                                                                                  |
| Współksiążęta Andory           | - 1627 Antonio Pérez 1633 - 1610 Ludwik XIII 1643                                                                                           |
| Król Anglii i Szkocji          | - 1625 Karol I 1649 |
| Elektor Bawarii                | - 1623 Maksymilian I Bawarski 1651 |
| Elektor Brandenburgii          | - 1619 Jerzy Wilhelm 1640 |
| Sułtan Brunei                  | - 1619 Abdul Jailul Akhbar 1649 - 1625 Muhammad Ali 1660                                                                                    |
| Cesarz Chin                    | - 1627 Chongzhen 1644 |
| Król Czech                     | - 1620 Ferdynand II Habsburg 1637 |
| Król Danii                     | - 1588 Chrystian IV 1648 |
| Dalajlama                      | - 1617 Lobsang Gjaco 1682 |
| Cesarz Etiopii                 | - 1606 Susnyjos I 1632 - 1632 Fasiledes 1667                                                                                                |
| Król Francji                   | - 1610 Ludwik XIII 1643 |
| Król Gruzji                    | - 1614 Tejmuraz I 1632 |
| Król Hiszpanii                 | - 1621 Filip IV 1665 |
| Landgraf Hesji-Kassel          | - 1627 Wilhelm V Stały 1637 |
| Stadhouder Holandii            | - 1625 Fryderyk Henryk Orański 1647 |
| Szach Iranu                    | - 1629 Safi I 1642 |
| Państwo Wielkich Mogołów       | - 1627 Szahdżahan 1658 |
| Król Irlandii                  | - 1625 Karol I Stuart 1649 |
| Cesarz Japonii                 | - 1629 Meishō 1643 |
| Kalif                          | - 1623 Murad IV 1640 |
| Patriarcha Konstantynopola     | - 1623 Cyryl Lukaris 1633 |
| Władca Korei                   | - 1623 Injo 1649 |
| Książę Kurlandii i Semigalii   | - 1587 Fryderyk Kettler 1642 |
| Książę Liechtensteinu          | - 1627 Karol Euzebiusz 1684 |
| Książę Monako                  | - 1612 Honoriusz II 1662 |
| Król Nawarry                   | - 1610 Ludwik XIII 1643 |
| Król Norwegii                  | - 1588 Chrystian IV 1648 |
| Sułtan Omanu                   | - 1624 Nasir ibn Murszid 1649 |
| Elektor Palatynatu             | - 1623 Maksymilian I Bawarski 1648 |
| Papież                         | - 1623 Urban VIII 1644 |
| Książę Parmy i Piacenzy        | - 1622 Edward I 1646 |
| Król Portugalii                | - 1621 Filip III 1640 |
| Książę w Prusach               | - 1620 Jerzy Wilhelm 1640 |
| Car Rosji                      | - 1613 Michał I 1645 |
| Cesarz Rzymski (niemiecki)     | - 1619 Ferdynand II Habsburg 1637 |
| Kapitanowie Regenci San Marino | - 1631 Fulgenzio Maccioni Vincenzo Zampini 1632 - 1632 Pietro Tosini Evangelista Belluzzi 1632 - 1632 Giuliano Belluzzi Sforza Cionini 1633 |
| Elektor Saksonii               | - 1611 Jan Jerzy I Wettyn 1656 |
| Król Szwecji                   | - 1611 Gustaw II Adolf 1632 - 1632 Krystyna Waza 1654                                                                                       |
| Król Tajlandii                 | - 1630 Prasat Thong 1655 |
| Sułtan Turków                  | - 1623 Murad IV 1640 |
| Doża Wenecji                   | - 1631 Francesco Erizzo 1646 |
| Król Węgier                    | - 1619 Ferdynand III 1637 |
| Książęta Wirtembergii          | - 1628 Eberhard III 1674 |

Rok 1632 / MDCXXXII
stulecia: XVI wiek ~
XVII wiek ~
XVIII wiek

lata: 1622 «
1627 «
1628 «
1629 «
1630 «
1631 «
1632
» 1633
» 1634
» 1635
» 1636
» 1637
» 1642

## Wydarzenia w Polsce
- 11 marca-3 kwietnia – w Warszawie obradował sejm nadzwyczajny[1].
- 22 czerwca-17 lipca – w Warszawie obradował sejm konwokacyjny[1].
- 24 września-15 listopada – w Warszawie obradował sejm elekcyjny[1].
- 30 września – armia rosyjska wkroczyła w granice Rzeczypospolitej, rozpoczęła się wojna smoleńska.
- 18 października – armia rosyjska pod dowództwem Michaiła Szeina rozpoczęła oblężenie Smoleńska.
- 8 listopada – na króla Polski i wielkiego księcia litewskiego wybrano Władysława IV Wazę.
- 18 listopada – pierwsze wydanie Biblii gdańskiej.
- Założenie prawosławnej Akademii w Kijowie.

## Wydarzenia na świecie
- 21 lutego – Galileusz opublikował Dialog o dwóch najważniejszych systemach świata: ptolemeuszowym i kopernikowym.
- 14-15 kwietnia – wojna trzydziestoletnia: bitwa pod Rain, w której Szwedzi pokonali wojska Ligi Katolickiej.
- 21 kwietnia:
  - założono Uniwersytet w Tartu w Estonii.
  - przywódcy holenderskich mennonitów przyjęli Dordrechckie Wyznanie Wiary.
- 17 maja – wojna trzydziestoletnia: wojska szwedzkie zdobyły Monachium.
- 25 maja – wojna trzydziestoletnia: Albrecht von Wallenstein odbił Pragę z rąk saskich.
- 24 sierpnia – wojna trzydziestoletnia: bitwa pod Norymbergą.
- 6 września – powstała diecezja bagdadzka.
- 25 września – rosyjska wyprawa założyła twierdzę Jakuck.
- 16 listopada – wojna trzydziestoletnia: bitwa pod Lützen pomiędzy wojskami szwedzkimi a habsburskimi w której poległ król Szwecji Gustaw II Adolf.
- 17 listopada – Krystyna, 6-letnia córka Gustawa II Adolfa, została królową Szwecji.
- Rozpoczęto budowę Tadź Mahal.

## Urodzili się
- 1 stycznia - (lub 1631) Katherine Philips, angielska poetka, tłumaczka (zm. 1664)
- 8 stycznia – Samuel von Pufendorf, niemiecki teoretyk prawa i historyk (zm. 1694)
- 3 maja – Maria Katarzyna od św. Augustyna, francuska zakonnica, mistyczka, błogosławiona katolicka (zm. 1668)
- 3 lipca – Tylman z Gameren, architekt pochodzenia niderlandzkiego (zm. 1706)
- 20 sierpnia – Louis Bourdaloue, francuski jezuita i kaznodzieja (zm. 1704)
- 29 sierpnia – John Locke, angielski filozof, lekarz, polityk i ekonomista (zm. 1704)
- 20 października – Christopher Wren, uczony i architekt angielski (zm. 1723)
- 24 października – Antoni van Leeuwenhoek, holenderski przyrodnik (zm. 1723)
- 23 listopada – Jean Mabillon, francuski historyk, zakonnik, prekursor dyplomatyki (zm. 1707)
- 24 listopada – Baruch Spinoza, filozof pochodzenia żydowskiego zamieszkujący w Niderlandach (zm. 1677)
- 28 listopada – Jean-Baptiste Lully, kompozytor francuski (zm. 1687)
- 31 grudnia – Abbas II, szach Iranu (zm. 1666)
- data dzienna nieznana: 
  - Johannes Vermeer van Delft, malarz holenderski (zm. 1675)

## Zmarli
- 25 stycznia – Abraham Janssens, flamandzki malarz (ur. 1575)
- 10 kwietnia – Hieronim Rozdrażewski Jarosz, kasztelan międzyrzecki (ur. przed 1585?)
- 30 kwietnia:
  - Zygmunt III Waza, król polski i Szwecji (ur. 1566)
  - Johan von Tilly, generał w służbie bawarskiej i habsburskiej podczas wojny trzydziestoletniej, austriacki generalissimus (ur. 1559)
- 25 maja – Ferdynand Gonzaga, młodszy syn księcia Nevers Karola I Gonzagi i Katarzyny, córki Karola Lotaryńskiego (ur. 1610)
- 14 sierpnia – August Wittelsbach, hrabia palatyn i książę Palatynatu-Sulzbach (ur. 1582)
- 13 września - Leopold V Habsburg - książę Tyrolu (ur. 1586)
- 16 listopada – Gustaw II Adolf, król Szwecji, zginął w bitwie pod Lützen (ur. 1594)
- 17 listopada – Gottfried Heinrich von Pappenheim, marszałek polny Świętego Cesarstwa Rzymskiego, wódz z czasów wojny trzydziestoletniej (ur. 1594)
- 10 grudnia:
  - Marcin od św. Mikołaja, hiszpański augustianin rekolekta, misjonarz w Japonii, męczennik, błogosławiony katolicki (ur. 1598)
  - Melchior od św. Augustyna, hiszpański augustianin rekolekta, misjonarz na Filipinach i w Japonii, męczennik, błogosławiony katolicki (ur. 1599)
- Filip Fabricius, czeski urzędnik i szlachcic, ofiara drugiej defenestracji praskiej (ur. 1570)

## Święta ruchome
- Tłusty czwartek: 19 lutego
- Ostatki: 24 lutego
- Popielec: 25 lutego
- Niedziela Palmowa: 4 kwietnia
- Wielki Czwartek: 8 kwietnia
- Wielki Piątek: 9 kwietnia
- Wielka Sobota: 10 kwietnia
- Wielkanoc: 11 kwietnia
- Poniedziałek Wielkanocny: 12 kwietnia
- Wniebowstąpienie Pańskie: 20 maja
- Zesłanie Ducha Świętego: 30 maja
- Boże Ciało: 10 czerwca

## Przypisy

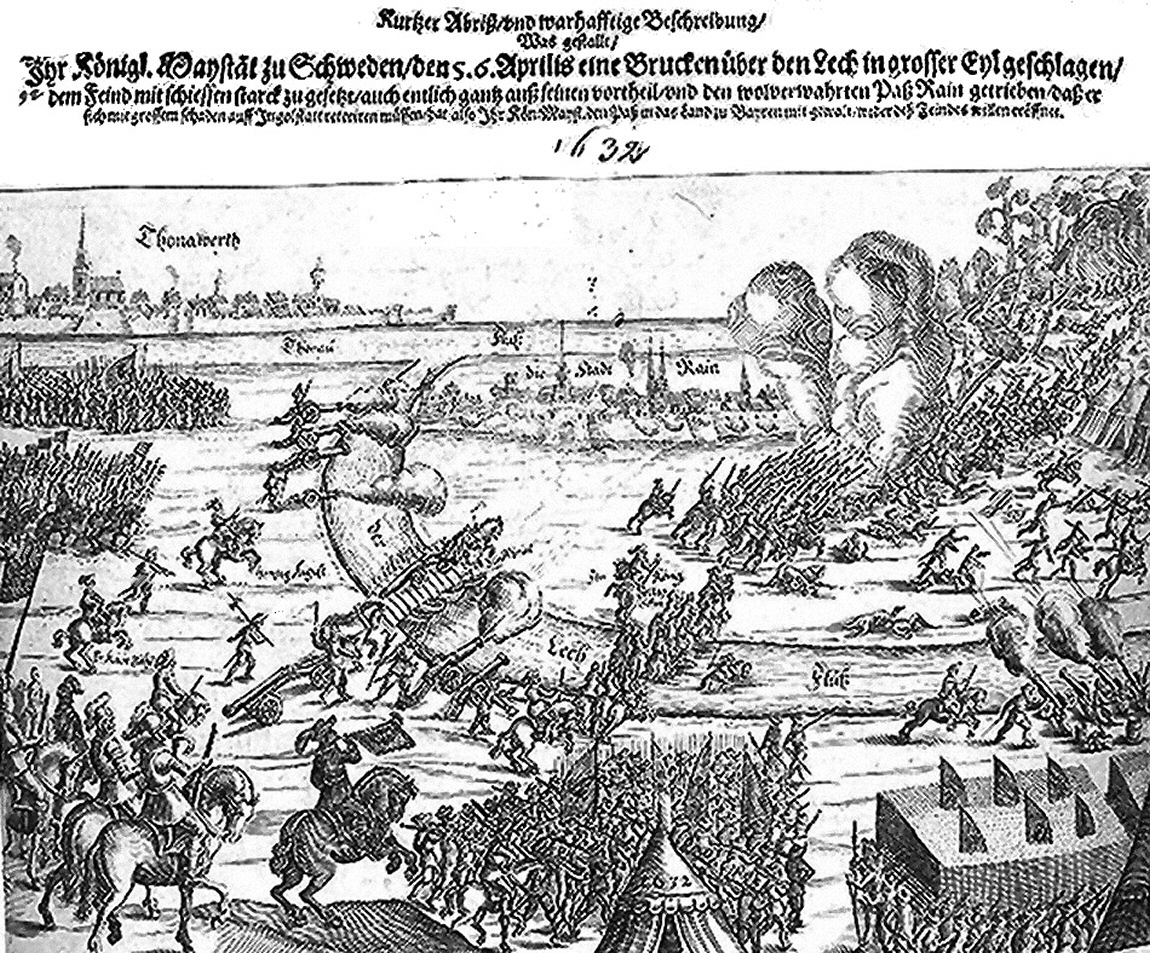
Bitwa o deszcz

Rembrand maluje Lekcję anatomii doktora Mikołaja Tulpa